# Rebel·lió tuareg de 2012
La rebel·lió tuareg de 2012 fou una guerra d'independència contra el govern de Mali a la zona de l'Azawad, al desert del Sàhara. Es considera la quarta rebel·lió tuareg. L'encapçala el Moviment Nacional per a l'Alliberament de l'Azawad (MNLA), que és l'encarnació més recent d'una sèrie de rebel·lions anteriors de les poblacions nòmades tuaregs, revoltes que s'han produït almenys des de 1916. L'MNLA el formen antics insurgents, així com un nombre significatiu de soldats retornats i armats que van lluitar tant per al Consell Nacional de Transició com per a l'exèrcit libi durant la Guerra Civil de Líbia de 2011.
El 22 de març, el president Amadou Toumani Touré fou deposat per un colp d'estat a conseqüència de la seua gestió de la crisi, un mes abans de les eleccions presidencials. Un grup de soldats amotinats, sota la bandera del Consell Nacional per a la Restauració de la Democràcia i l'Estat (CNRDR), aboliren la Constitució de Mali. L'1 d'abril, però, anunciaren que la retornarien.
El grup islamista Ansar Dine s'uní a la rebel·lió, i reclamà el control d'importants zones del territori, i s'enfrontà al MNLA. Com a conseqüència de la inestabilitat pel colp d'estat, les tres principals ciutats del nord de Mali, Kidal, Gao i Timbuctu, les prengueren els rebels en tres dies consecutius. El 5 d'abril, després de capturar la ciutat de Douentza, el MNLA afirmà que havia completat els seus objectius i feu una crida per frenar l'ofensiva. L'endemà, proclamà la independència de l'Azawad de Mali.
En acabar les hostilitats amb l'exèrcit de Mali, els elements nacionalistes tuareg i islamista de la rebel·lió no reconciliaren les seues respectives visions contradictòries sobre la nova nació. El 27 de juny, els islamistes del Moviment per a la Unió i la Yihad a Àfrica Occidental s'enfrontaren amb el MNLA en la batalla de Gao, feriren el secretari general del MNLA Bilal Ag Acherif i prengueren el control de la ciutat. Els xocs i tensions entre les diferents faccions persistiren.
El 17 de juliol de 2012, els rebels tuareg havien estat expulsats pel seus primers aliats, els islamistes d'Ansar ad-Din i Al-Qaeda del Magrib Islàmic. Així, el resultat inesperat de l'alçament tuareg i del col·lapse de l'estat de Mali després del colp d'estat fou la creació d'un miniestat fonamentalista islàmic al nord de l'estat.
L'11 de gener de 2013 el president de Mali demana al president francés François Hollande una intervenció militar per detenir els grups armats islamistes i els rebels tuareg, i els grups armats com Al-Qaeda del Magrib Islàmic i Ansar Dine, que controlaven tot el nord de Mali. Hollande va expressar que faria l'ofensiva amb el consentiment del Consell de Seguretat de les Nacions Unides. Amb això comencen els combats el 13 de gener de 2013 i a França se sumen les tropes africanes de l'ECOWAS amb suport armat dels Estats Units, Canadà i la Unió Europea.

## Antecedents
L'MNLA és una branca del Moviment Nacional per l'Azawad (MNA) previ a la insurrecció. Alguns membres n'havien estat abans presos. Després del final de la Guerra Civil de Líbia de 2011, una ingent quantitat d'armes entrà per la frontera amb Líbia a Mali, i s'armà la comunitat tuareg en la seua demanda per la independència de la zona de l'Azawad. Sembla que gran part dels retornats de Líbia ho haurien fet per motius econòmics, com la pèrdua dels seus estalvis, així com a conseqüència del racisme dels combatents i de les milícies del Consell Nacional de Transició.
La força d'aquest alçament i l'ús d'armament pesat, que no havien estat presents en cap conflicte anterior tuareg, els consideren "sorprenents" els oficials malinesos i els observadors. Tot i que dominat pels tuaregs, el MNLA reivindica representar altres grups ètnics i s'ha informat que alguns líders àrabs s'hi haurien unit. El líder del MNLA, Bilal Ag Acherif, afirmà que corresponia a Mali donar l'autodeterminació als pobles del Sàhara o si no ells mateixos la prendrien.
Un altre grup majoritàriament tuareg, l'islamista Ansar Dine (Defensors de la Fe), també lluita contra el govern de Mali. Segons la BBC, i el portaveu Ag Aoussa, a diferència del MNLA, no cerca la independència sinó la imposició de la Xaria en tot Mali. Està molt en línia amb el dirigent del moviment, Iyad Ag Ghaly, que participà en la rebel·lió tuareg dels anys 1990, que sembla vinculat a Al-Qaida del Magrib Islàmic (AQMI), organització dirigida pel seu cosí Hamada Ag Hama.
També s'ha afirmat que Iyad Ag Ghaly estaria relacionat amb el Departament d'Informació i Seguretat d'Algèria des de 2003. Hi ha informes de presència militar d'Algèria a la zona el 20 de desembre de 2011. Tot i que Mali afirma que hi anaren en coordinació contra AQMI, no hi hagué atacs a la zona en aquell moment. El MNLA protestà perquè el govern de Mali no havia fet prou per lluitar contra AQMI. La població local creu que aquesta presència podria estar relacionada amb la promesa del MNLA d'eliminar AQMI, que estaria relacionada amb el tràfic de droga amb la connivència d'alts comandaments militars, i això estaria amenaçant de convertir Mali en un narcoestat. Al març, corria la brama que el MNLA s'hauria escindit en faccions, segons fonts del govern de Mali, i prendria el control de la zona Ansar al-Din després de capturar algunes ciutats, abans sota control del MNLA.

## Curs del conflicte

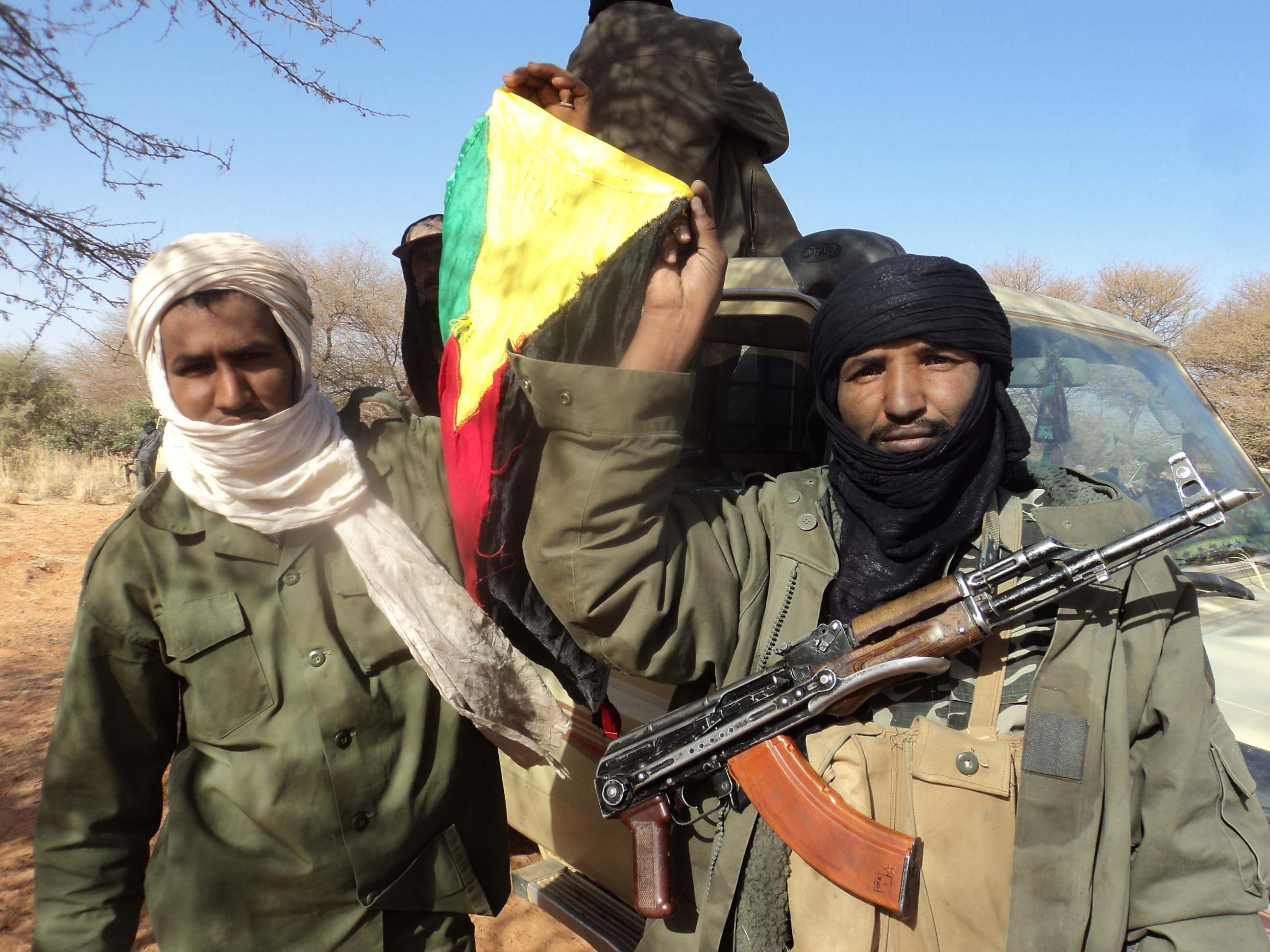
Rebels de l'Awazad a Mali, gener de 2012

Segons Stratfor, els primers atacs es donaren a Ménaka el 16 i 17 de gener. El 17 de gener hi hagué atacs a Aguelhok i Tessalit. El govern de Mali digué que havia recuperat el control de les tres ciutats l'endemà. El 24 de gener els rebels reprengueren Aguelhok quan l'exèrcit quan l'exèrcit malià es quedà sense munició. L'endemà el Govern de Mali va tornar a recapturar la ciutat.
El 26 de gener, els rebels prengueren el control d'Andéramboukane i Léré, al nord, després de xocs amb l'exèrcit. Stratfor també informà d'un atac a Niafunké el 31 de gener. AFP informà que els rebels havien capturat Ménaka l'1 de febrer.
El 13 de febrer, l'emissora francesa RFI informà que l'exèrcit malià havia reportat que el MNLA havia executat els seus soldats el 24 de gener tallant-los el coll o disparant-los al cap. El ministre francés Henri de Raincourt esmentà que hi hauria al voltant de 60 morts, mentre que un oficial malià implicat en l'enterrament dels cadàvers digué a AFP que 97 soldats havien estat executats. Modern Ghana afirmà que la xifra de morts en seria de 82. L'evidència no se'n verificà i fou parcialment refutada com una "fabricació" del MNLA. Els habitants locals afirmaren que només havien mort soldats en combats amb AQMI, que seria responsable de la "massacre". No hi ha precedents que indiquen que els tuaregs podrien prendre aquest tipus de mesures, només AQMI havia realitzat aquest tipus d'execucions abans.
Mali feu operacions de contraatac per terra i aire per prendre el territori, mentre que les protestes plovien a Bamako i Kati.
L'1 de febrer, el MNLA prengué la ciutat de Menaka mentre l'exèrcit malià, segons els seus termes, en feia una retirada tàctica. La violència al nord augmentà les protestes a Bamako. Dotzenes de soldats malians moriren en combat. El president, Amadou Toumani Touré, feu una crida a la població a no atacar cap grup ètnic en particular, després que algunes propietats tuaregs haguessen estat atacades durant les protestes a la capital.
El 4 de febrer, els rebels afirmaren que estaven atacant Kidal, mentre que l'exèrcit malià afirmava que les seues tropes estaven disparant foc pesat per evitar que la ciutat fos atacada. Com a resultat dels combats, 3.500 civils deixaren la ciutat i creuaren la frontera amb Mauritània. Després dels atacs a Menaka i Andéramboukane, un nombre d'uns 10.000 civils havien fugit a camps de refugiats a Níger. Fonts oficials informaren que 20 rebels tuaregs havien estat morts per l'exèrcit a Timbuctu, executats per foc d'helicòpter.
El 8 de febrer, el MNLA prengué la ciutat fronterera entre Mali i Algèria, Tinzaouaten, quan els soldats malians creuaven cap a Algèria. Niafunké també fou capturada i perduda pels rebels.
El 23 de febrer, una xiqueta fou assassinada i deu dones i els seus fills ferits quan la força aèria maliana bombardejà un campament del nord, segons Metges Sense Fronteres. El MNLA acusà sovint el govern de Mali de bombardeigs indiscriminats per mercenaris estrangers.

### Dies previs al colp d'estat
El 4 de març, es donaren prop de Tessalit una nova sèrie de combats. L'endemà, tres unitats de l'exèrcit malià deixaren el setge. La Força Aèria dels Estats Units donà subministraments amb C-130 als soldats malians acorralats.
L'11 de març, el MNLA recapturó Tessalit i el seu aeroport després del fracàs dels esforços del govern i els aliats per subministrar la ciutat, fugiren les tropes armades malianes a la frontera amb Algèria. Al voltant de 600 combatents tuaregs participaren en la batalla.
Els rebels arribaren fins a uns 125 quilòmetres de Timbuctu i a les ciutats de Diré i Goundam. Ansar ad-Din també reivindicà haver pres el control de la frontera entre Mali i Algèria.

### Colp d'estat
El 21 de març del 2012, mentre es realitzava una trobada ministerial de la Unió Africana (UA) començà el foc en un campament militar proper al Palau presidencial de Bamako. Els amotinats al·ludiren a la pobra gestió del president Amadou Toumani Touré de la revolta i el feble equipament de l'exèrcit de Mali en la lluita contra els insurgents com a causes del colp. En acabar aquest dia, els soldats entraren al Palau presidencial i forçaren Touré a amagar-se.
L'endemà el capità Amadou Sanogo, president del Consell Nacional per a la Restauració de la Democràcia i l'Estat (CNRDR), anuncià que la Junta havia suspés la Constitució de Mali i havia pres control de l'estat. El CNRDR serviria com a règim interí fins que el poder es retornàs a un govern triat democràticament.
El colp fou "condemnat unànimement" per la comunitat internacional, inclòs el Consell de Seguretat de Nacions Unides, la Unió Africana, i la Comunitat Econòmica d'Estats d'Àfrica Occidental (CEDAO), que anuncià el 29 de març que el CNRDR tenia 72 hores per cedir el control abans que les fronteres sense accés a la mar de Mali les tancaren els seus veïns, els seus actius els congelàs la Unió Econòmica i Monetària i els militants de la CNRDR patissen el bloqueig dels seus actius i la cancel·lació dels seus permisos de viatge. La CEDEAO i la Unió Africana suspengueren Mali com a soci. Estats Units, el Banc Mundial i el Banc Africà de Desenvolupament suspengueren els fons d'ajuda en suport a la reacció de la CEDEAO i de la UA.
L'1 d'abril, el president de Burkina Faso, Blaise Compaoré, fou nomenat per la CEDEAO per mitjançar en la crisi. S'arribà a un acord entre la Junta i els negociadors de la CEDEAO el 6 d'abril, amb què Sanogo i Touré acceptaven cessar, es llevarien les sancions i els amotinats serien amnistiats; el poder passaria al portaveu de l'Assemblea Nacional de Mali, Diouncounda Traoré. Traoré, però, demanà "prosseguir una guerra total i implacable" contra els rebels tuaregs fins que deixaren el control de les ciutats del nord.

### Nous atacs
A partir de la incertesa posterior al colp d'estat, els rebels atacaren moltes ciutats i campaments militars abandonats per l'exèrcit de Mali. Tot i que l'ofensiva la feu el MNLA i Ansar Dine, segons Jeremy Keenan de l'Escola d'Estudis Orientals i Africans de la Universitat de Londres, la contribució militar d'Ansar Dine fou feble: "sembla que quan entren en una ciutat, el MNLA pren la base militar, on no sol haver-hi massa resistència, i Iyad [ag Aghaly] entra a la ciutat i alça la seua bandera, i comença a ordenar a tothom que aplique la Xaria".
El MNLA prengué Anefis sense lluitar la nit del 23 de març. Un cap militar del MNLA, Dilal ag Alsherif, digué que entre les forces armades de Mali regnava el "caos" i que el MNLA s'estava aprofitant de la situació per a la causa d'un Azawad independent. El mateix dia a Saina, a 120 quilòmetres de Gao, deu milicians progovernamentals foren assassinats, incloent-hi el seu líder, Amadou Diallo.
El 30 de març, els rebels assetjaren Kidal. S'informà que Ansar Dine hauria entrat a la ciutat després d'un dia d'intensos combats. Com a resultat de la pèrdua de control de la ciutat, Sanogo sol·licità als veïns de Mali ajut militar "per salvar la població civil i la integritat territorial".
El mateix dia, l'MNLA prengué el control de les ciutats d'Ansongo i Bourem a la zona de Gao, a mesura que l'exèrcit afirmava que deixava les seues posicions en ambdues poblacions per donar suport a la defensa de Gao, on es troba la caserna general de l'Exèrcit de Mali al nord. Alguns manifestants a Gao van dur a terme protestes en suport de l'Administració maliana amb pancartes amb lemes com a "pau primer, eleccions després". Nouhou Touré, portaveu de la milícia Ganda Hisso, digué en resposta al rebuig de la CEDEAO d'ajut militar que "en contra de l'opinió internacional, recolzem aquestes forces perquè poden portar la seguretat ací, i després la democràcia". El 31 de març, van entrar a la ciutat de Gao portant la bandera de l'Azawad, amb intens foc d'armes al proper campament militar, el major del nord de Mali.
S'informà que s'havia obert una presó a Gao, mentre que els edificis públics eren saquejats pels civils i els rebels, mentre que Ansar Dine hauria començat a imposar la Xaria. El primer ministre de Gao, Abdou Sidibe, va dir que als residents no els era permés eixir de la ciutat.
Es posaren barreres de control al voltant de Timbuctu a mesura que les tropes rebels l'envoltaven. Els soldats malians d'orígens meridionals haurien començat a evacuar-la, mentre que els soldats àrabs del nord hi haurien romàs per defensar-la.

### Captura de Timbuctu i Douentza
Al Jazeera informà de la captura de Timbuctu el dia que la CEDEAO imposà el límit de 72 hores per començar-hi un govern civil. La defensa de la ciutat anà a càrrec sobretot de les milícies àrabs, perquè la major part de l'exèrcit de Mali va escapar. Sembla que els rebels estarien negociant amb la milícia local. Xinhua confirmà l'entrada del MNLA a la ciutat.
La BBC digué que el MNLA havia pres Timbuctu sense combat. Els soldats del MNLA celebraren la victòria portant la bandera d'Azawad sobre els seus camions per tota la ciutat. La milícia àrab que hi romangué es va ocultar en negocis locals protegits, però no lluità contra l'MNLA.
El primer ministre de Timbuctu, El Hadj Bava Haidara, afirmà que els rebels "han arribat a la ciutat. Estan posant la seua bandera". El portaveu de la branca política de l'MNLA Hama Ag Mahmoud digué: "el nostre objectiu no és anar més enllà de les fronteres de l'Azawad. No volem crear problemes al govern de Mali, i encara menys crear problemes a la subregió. No volem donar a ningú la impressió que som fanàtics de la guerra, així que des del moment en què hem alliberat els nostres territoris, el nostre objectiu ha estat assolit, ens detindrem ací".
La velocitat amb què es capturaren grans ciutats es veié com a conseqüència de la inestabilitat a Bamako en tenir la Junta les mans lligades entre els rebels i l'amenaça de sancions econòmiques per la CEDEAO i altres. La CEDEA també inicià sancions contra Mali, congelant els seus actius i tancant les fronteres. Aquest últim moviment tallà el subministrament de petroli a l'estat.
El 2 d'abril, el MNLA hauria pres Douentza i altres poblacions veïnes.

### Declaració d'independència i escalada de tensions
Després de la caiguda de Douentza, el MNLA feu una crida a la comunitat internacional per protegir l'Azawad. Altres estats africans i diferents organitzacions internacionals, però, rebutjaren la partició de Mali. El dia abans el Consell de Seguretat de les Nacions Unides demanà posar fi a les hostilitats. El ministre d'Afers exteriors francés, Alain Juppe, digué que "no hi haurà una solució militar amb els tuaregs. Ha de ser una solució política". Juppe es referí a l'MNLA com un interlocutor creïble en el diàleg entre París i diferents faccions en disputa a Mali, i li reconegué un caràcter diferenciat d'Ansar Dine i Al-Qaeda del Magrib Islàmic, grups que deixà fora de les negociacions.
El 5 d'abril, uns islamistes, possiblement d'AQMI i MUJAO, entraren al consolat algerià de Gao i n'agafaren ostatges. L'MNLA no volia assaltar l'edifici pel perill dels ostatges. El portaveu de l'MNLA, Hama Ag Sid'Hamed, afirmà que l'MNLA havia donat un ultimàtum a Ansar Dine i AQMI per deixar Timbuctu el divendres. Algèria informà que set dels seus funcionaris (cònsol, vicecònsol...) havien estat segrestats al Consolat.
Un nou grup armat, independent de l'MNLA i d'Ansar Dine, fou creat pel desertor de l'exèrcit de Mali Housseine Khoulam. El nou grup se centraria a la regió de Timbuctu i deia disposar de 500 soldats armats. El grup es denomina FLNA (Front Nacional d'Alliberament de l'Azawad) i és format per àrabs. D'altra banda, uns testimonis a Gao van reportar la presència d'uns 100 membres del grup islamista nigerià Boko Haram.
L'MNLA tingué enfrontaments amb manifestants a Gao el 14 de maig, i n'haurien ferit a quatre i matat a un d'ells. L'endemà, Amnistia Internacional publicà un informe en què al·legava que combatents de l'MNLA i d'Ansar Dine estarien "provocant aldarulls" al nord de Mali, documentant casos de violació en grup, execucions extrajudicials i ús militar de xiquets tant pels grups tuaregs com pels islamistes.
La nit del 8 de juny del 2012, l'MNLA i Ansar Dine mantingueren combats a Gao. Com a conseqüència de la conformació ètnica de les dues organitzacions, tribus Taghat Melet i Idnane en l'MNLA i Ifora en Ansar Dine, el periodista malià Tiegoum Boubeye Maiga explicà a AFP que "la crisi s'està tornant tribal. Després d'haver combatut a l'exèrcit de Mali junts... els dos grups estan lluitant ara sobre una base tribal. És molt perillós".
A la primeria de juny, el president de Níger Mahamadou Issoufou afirmava que gihadistes afganesos i pakistanesos estarien entrenant els rebels islamistes de l'Azawad.
Cap a finals d'agost, els islamistes avancen cap al sud, i prenen Douentza, darrer bastió en mans dels tuaregs fins a aquest moment, a partir del qual tot el Mali septentrional resta sota control islamista radical.

## Petició de Mali per a la intervenció francesa en el conflicte
L'11 de gener de 2013 el president Francois Hollande desplega forces franceses per ajudar els militars a combatre els islamistes d'al-Qaeda, nou mesos després que s'apoderaren del nord de l'estat, al 2012. Assenyalà que «la intervenció es faria estrictament com ho assenyalen les normes del Consell de Seguretat de les Nacions Unides i en conjunt amb els socis regionals i internacionals». La intervenció francesa acaba al juliol de 2014, després d'haver obtingut les forces franceses i el govern de Mali el control de la major part del territori malià. Aquesta intervenció la reemplaça l'Operació Barkhana.

## Situació dels drets humans
El 3 d'abril, uns grups armats saquejaren 2.354 tones de menjar del magatzem del Programa Mundial d'Aliments (PAM) de Nacions Unides a Kidal, Gao i Timbuctu, i provocaren que el PAM suspengués les operacions al nord de Mali. El portaveu del CRNDR, Amadou Konare, afirmà que "les dones i xiquetes havien estat segrestades i violades pels nous ocupants, els quals hi estaven imposant la seua llei". El 6 d'abril, Amnistia Internacional llança una alerta, avisant que Mali estava "a la vora d'un gran desastre humanitari".

### Dimensió ètnica i rol de les milícies ètniques
Malgrat que l'MNLA reivindicà encarnar la representació de tots els grups ètnics de l'Azawad, sembla que en la pràctica la totalitat dels seus membres eren tuaregs, els quals van veure en la rebel·lió la possibilitat d'establir un estat independent en què els tuaregs del nord de Mali deixarien de ser ignorats i subjugats.
D'altra banda, els altres grups ètnics que resideixen a l'Azawad, tant els àrabs com diferents grups negres com els fulbes o els songhais, eren molt menys entusiastes de l'alçament. Cap al final de la primavera de 2012, aquests formaren les seues milícies, sovint centrades en termes ètnics. Els àrabs, hostils al concepte de "govern tuareg" ja fos secular o islamista, formaren l'FNLA, milícia que adoptà postures seculars, ni secessionistes ni islàmiques, i reivindicà lluitar "per l'alliberament de Timbuctu i la independència del nostre territori". Els songhais i fulbes, o almenys els elements més radicals de les seues comunitats, ja havien format milícies per representar els seus interessos fins i tot abans del 2012, i s'uniren les dues més importants entre si, Gando Iso i Gando Koy, per formar el Front Nacional per a l'Alliberament del Nord de Mali el 28 de març de 2012.
Gando Koy, la més antiga de les dues milícies, es formà als anys 1990, amb la intenció de protegir la població sedentària i seminòmada (sobretot part dels grups ètnics negres) dels roders nòmades, tant tuaregs com àrabs. Aconseguí notorietat el 1994 quan massacrà 53 morabits àrabs i tuaregs prop de Gao. Al principi era composta per antics soldats i es creu que tenia suport de l'aparell militar malià. Després, el govern de Mali es distancià del moviment després dels assassinats ètnics de tuaregs i àrabs. En la primera dècada del segle xxi, el president Touré atacà aquest moviment amb detencions sobtades de dirigents, i el 2008 el govern central bloquejà un intent de Gando Koy de participar en el procés polític. Ganda Iso la va formar el 2008 Seydou Cissé, que afirmà l'any següent que "no teníem altra opció que crear Ganda Iso. Cada comunitat té la seua milícia. I per ser temuts, necessitàvem la nostra milícia". Aviat desplega característiques semblants a les de Ganda Koy, inclosa la massacre de tuaregs i àrabs civils desarmats. Cissé, que liderava el braç civil del moviment, es distancià del capteniment d'Ahmadou Diallo, cap militar, dient que Diallo (que era fulbe) estava controlat per elements fulbes de Níger i que lluitava pel seu interés econòmic personal més que no pas per la "seguretat" del moviment. Com Ganda Koy, Ganda Iso fou perseguit pel govern de Touré. Després del colp d'estat que tragué Touré del poder, es creu que la nova junta militar ha recuperat el suport tant de Ganda Koy com de Ganda Iso, que s'uniren a la fi de la primavera de 2012.
El 4 d'abril de 2012, sorgeix un rival "no racista" d'aquests grups, la Coalició per al Poble del Nord de Mali, amb l'objectiu de restaurar la llei maliana a la zona, i estava formada per antics administradors i governants de la regió.
Al començament de l'estiu de 2012, l'ascens de l'islamisme radical sota la bandera d'Ansar Dine i Al-Qaeda feu que els seculars dels distints grups s'unissen contra un enemic comú, formant milícies de guerrilla locals per expulsar els islamistes del poder. Songhais i tuaregs de Timbuctu es van unir a principis de juny per formar el MPRLT, i anunciaren la seua lluita fins a expulsar els islamistes de la ciutat.

## Negociacions
A principis de febrer de 2012, es van mantenir converses a Alger entre el ministre de Relacions Exteriors de Mali, Soumeylou Boubeye Maiga, i un grup rebel tuareg conegut com a Aliança per al Canvi 23 de maig 2006. L'acord establí un alto el foc i l'obertura d'un diàleg. L'MNLA, però, va rebutjar l'acord i digué que no estava representat en aquestes converses.
El president de Mali, Touré, donà un termini per sufocar la rebel·lió al nord dient que els militars havien de guanyar abans de les eleccions presidencials d'abril de 2012. L'exèrcit malià anuncià que l'MNLA havia retrocedit prop de Kidal amb l'ús d'helicòpters. Mali, però, estava sota pressió internacional perquè no obstaculitzàs el procés electoral, per això Touré accedí a fer les eleccions. El president de l'Assemblea Nacional i candidat a les eleccions, Dioncounda Traoré, advertí que un fracàs per seguir endavant amb les urnes podria dur a un colp d'estat.
El 24 de març, Amadou Sanogo, líder del Comité Nacional per a la Restauració de la Democràcia i l'Estat, anuncià la seua intenció d'iniciar converses de pau amb l'MNLA. Les negociacions estarien tenint lloc a Níger. El francés Henri de Raincourt digué més tard que l'MNLA estava en converses amb el govern sota la mediació de la CEDEAO a Burkina Faso.